# Walter Edwards
Pour les articles homonymes, voir Edwards.
Walter Edwards est un réalisateur américain de films muets né le 8 janvier 1870 à Détroit dans le Michigan et décédé le 12 avril 1920 à Honolulu, qui a dirigé plus de 100 films (courts et longs métrages).

## Filmographie

### Comme réalisateur
- 1912 : On Secret Service (+ interprétation)
- 1913 : A Black Conspiracy
- 1915 : The Man from Oregon
- 1915 : The Edge of the Abyss
- 1916 : The Corner
- 1916 : L'Autel de l'honneur (Honor's Altar)
- 1916 : The Last Act
- 1916 : The No-Good Guy
- 1916 : Richesse maudite (The Dividend) (coréalisation de Thomas H. Ince)
- 1916 : The Deserter
- 1916 : Eye of the Night
- 1916 : Le Lieutenant Danny (Lieutenant Danny, U.S.A.)
- 1916 : The Jungle Child
- 1916 : Le Défenseur (The Sin Ye Do)
- 1916 : A Gamble in Souls
- 1917 : La Fiancée de la haine (The Bride of Hate)
- 1917 : Ashes of Hope
- 1917 : The Fuel of Life
- 1917 : Time Locks and Diamonds (en)
- 1917 : The Last of the Ingrams (en)
- 1917 : Idolators
- 1917 : The Crab (en)
- 1917 : Love or Justice (en)
- 1917 : Paddy O'Hara (en)
- 1917 : Master of His Home
- 1918 : Souvent femme varie (en) (The Gypsy Trail)
- 1918 : Real Folks
- 1918 : The Argument
- 1918 : Passiflore (I Love You)
- 1918 : A Lady's Name
- 1918 : Mrs. Leffingwell's Boots (en)
- 1918 : The Man from Funeral Range (en)
- 1918 : A Pair of Silk Stockings (en)
- 1918 : Sauce for the Goose (en)
- 1918 : Viviette (en)
- 1918 : Bonsoir, Paul (en) (Good Night, Paul)
- 1919 : The Veiled Adventure (en)
- 1919 : The Final Close-Up (en)
- 1919 : Girls
- 1919 : Happiness À La Mode (en)
- 1919 : Les Deux Mères (A Girl Named Mary)
- 1919 : Restez, mademoiselle ! (en) (Luck in Pawn)
- 1919 : Veuve par procuration (Widow by Proxy)
- 1919 : Les Trois Prétendants (en) (The Rescuing Angel)
- 1919 : Les Prétendants de Lucie (en) (Romance and Arabella)
- 1919 : Who Cares?
- 1920 : Daisy mariée (Easy to Get)
- 1920 : A Lady in Love
- 1920 : Marions Maman (All of A Sudden Peggy)
- 1920 : Young Mrs. Winthrop (en)

### Comme acteur
- 1912 : Quand Lee se rendra (When Lee Surrenders) de Thomas H. Ince
- 1912 : Blood Will Tell de Thomas H. Ince
- 1912 : A Double Reward de Thomas H. Ince
- 1913 : Days of '49 de Thomas H. Ince
- 1913 : The Land of Dead Things de Burton L. King
- 1913 : Loaded Dice de Burton L. King
- 1913 : The Reaping de Burton L. King
- 1913 : Le Désastre (The Battle of Gettysburg) de Thomas H. Ince et Charles Giblyn
- 1913 : With Lee in Virginia de William J. Bauman
- 1914 : The Hour of Reckoning de Thomas H. Ince
- 1914 : The Power of the Angelus de Thomas H. Ince et William H. Clifford
- 1914 : The Gringo de William S. Hart